# Otto Kauba
Otto Kauba (1908-1962) va ser un enginyer austríac que va dissenyar avions en el període durant i després de la Segona Guerra Mundial i també va dissenyar motos scooters en la postguerra.

## Biografia
Otto Kauba va néixer a Viena l'11 de setembre de 1908.
A l'esclat de la Segona Guerra Mundial, Kabua venia cotxes de luxe i tenia amistat amb el Reichsmarschall Hermann Göring, cap de la Luftwaffe.
Va desenvolupar una idea nova per a una bomba volant i va utilitzar la seva amistat personal amb Göring per obtenir una col·laboració conjunta amb Škoda per desenvolupar les seves idees. Així va establir Škoda-Kauba Flugzeugbau a Praga, Txecoslovàquia el 1942.
Tot i que el projecte de bombes volants va fracassar, Kauba va continuar produint diversos avions innovadors i la companyia va construir diversos prototips, inclòs l'SK SL6 per provar el sistema de control del Blohm & Voss P 208. El caça-entrenador SK 257 incorporava una nova disposició de l'estructura alar amb tubs d'acer que augmentava el blindatge del dipòsit de combustible. Va entrar en producció limitada abans de ser cancel·lada. Una posterior col·laboració amb Eugen Sänger va produir el disseny P14 per a un caça impulsat per un estatoreactor. La companyia va deixar de existir quan Praga va ser alliberada al final de la guerra el 1945. Després de la guerra, Kauba va tornar a la seva Àustria natal.
A partir del 1949 va dissenyar una nova gamma de motos scooters i ciclomotors per a Lohner. La gamma de scooter incloïa models populars com els Sissy, L125 i L98, però les vendes van acabar disminuint a causa de la creixent popularitat de l'automòbil.
Kauba va tornar al disseny aeronàutic. Va dissenyar l'avió lleuger OFW OK-15 de dos places per a la Österreichische Flugzeugwerke GmbH (OFW) a Wiener Neustadt. El 1956 es va convertir en el primer avió dissenyat i construït a Àustria en vint anys.
Va morir a Viena el 8 de març de 1962.